# Hammuda Paixà
Muhàmmad ibn Alí, conegut com a Hammuda Paixà (àrab: أبو محمد حمودة باشا, Abū Muḥammad Ḥammūda Bāxā) (Tunis, 9 de desembre de 1759 - 15 de setembre de 1814) fou bei de Tunísia, de la dinastia dels husaynites de Tunísia, del 1782 al 1814. Era fill d'Ali II ibn Husayn al que va succeir per delegació del seu pare malalt el 9 de febrer de 1777, si bé Ali va conservar el títol, residència i algunes funcions cerimonials fins a la seva mort el 26 de maig de 1782.
Es va enfrontar a Venècia amb la que va estar en guerra del 1784 al 1792; els venecians van bombardejar Sussa i la Goulette; després va entrar en conflicte amb Algèria que va envair territori tunisià el 1807 i altre cop el 1813.
En política interior es va enfrontar als geníssers turcs que havien arribat a 9000 homes, i als que va intentar oposar una guàrdia mameluca d'esclaus d'origen cristià però convertits; com que aquestos arribaven a les més altes funcions (abans reservades només als turcs) els geníssers es van revoltar. El 30 d'agost de 1811 es van apoderar de las kasbah i van intentar formar un nou govern però la població no els va donar suport; Hammuda, amb el suport de Sidi Yusuf, guarda-segells (sahib al-tabi) del bei, que feia les funcions de primer ministre (1800-1815), va enviar als mamelucs i als geníssers fidels que van assetjar la kasbah, amb el suport de la població sovint maltractada pels geníssers; un grup de rebels va fugir a la nit i es va dispersar pel camp; un segon grup va sortir per amagar-se a la Medina de Tunis; i un tercer grup es va rendir. Els rebels capturats foren executats i el cos dels geníssers dissolt.
Entre les seves diverses construccions cal esmentar el palau de la Manouba (Mannuba).
A la seva mort sobtada el 15 de setembre de 1814, després de prendre una tassa de cafè i fumar una pipa (que se sospita podia tenir el tabac barrejat amb un tòxic, però també va poder ser un atac de feridura) el va succeir el seu germà Uthman ibn Ali. L'opinió pública va atribuir la mort a l'enverinament de la pipa per part del guarda-segells Sidi Yusuf, però aquest va donar la culpa a l'esclau napolità Stinca amb l'ajut del metge italià musulmà Mendici (esclau i metge foren executats per orde del nou bei).